# Velika župa Gora
Velika župa Gora bila je jedna od 22 velike župe na prostoru NDH. Sjedište joj je bilo u Petrinji. Djelovala je od 26. svibnja 1941.
Građansku upravu u župi vodio je veliki župan kao pouzdanik vlade kojega je imenovao poglavnik. Obuhvaćala je područje kotarskih oblasti: Bosanski Novi, Dvor, Glinu, Kostajnicu, Petrinju, Vrginmost (do 20. studenoga 1941., nakon čega je pripao Pokupju), Sisak te gradove Sisak i Petrinju.
5. srpnja 1944. je osnovana Velika župa Gora-Prigorje. Najveći dio velike župe Gore uklopljen je u tu novu veliku župu, spajanjem s Velikom župom Prigorjem. Kotari Bosanski Novi i Dvor tim su preustrojem pripojeni Velikoj župi Krbavi-Psatu.